# Ranunculus oreogenes
Ranunculus oreogenes är en ranunkelväxtart som beskrevs av Edward Lee Greene. Ranunculus oreogenes ingår i släktet ranunkler, och familjen ranunkelväxter. Inga underarter finns listade i Catalogue of Life.